# Death to False Metal
Death to False Metal – kompilacja niewydanych wcześniej nagrań nieoficjalnie uznawana za 9 album grupy Weezer. Większość utworów została zrewidowana i dokończona przez zespół w roku 2010. Jest to trzecie wydawnictwo zespołu w roku 2010 po Hurley i Pinkerton Deluxe.

## Lista utworów
Wszystkie utwory napisane przez Riversa Cuomo, chyba że zaznaczono inaczej.
1. "Turning Up The Radio" (różni)
2. "I Don't Want Your Loving"
3. "Blowin' My Stack"
4. "Losing My Mind"
5. "Everyone"
6. "I'm a Robot"
7. "Trampoline"
8. "Odd Couple"
9. "Autopilot"
10. "Un-break My Heart" (Diane Warren; oryginalne wykonanie Toni Braxton)

Bonusy na wersji japońskiej
- "Outta Here"
- "Yellow Camaro" (Brian Bell)

### Informacje o utworach
- Piosenka 1 - napisana z fanami za pośrednictwem Youtube w ramach projektu "Let's Write a Sawng" (2009)
- Piosenki 2-4, 6 i 10 oraz japońskie bonusy - nagrane podczas sesji do Make Believe (2002-2005). Wczesna wersja "Losing My Mind" wydana została jako "My Brain Is Working Overtime" na Alone II: The Home Recordings of Rivers Cuomo
- Piosenki 5 i 7 - nagrane jako dema w 1998 roku
- Piosenki 8 i 9 - nagrane podczas sesji do The Red Album (2007).

## Personel
- Rivers Cuomo: śpiew, gitary, klawisze
- Brian Bell: chórki, gitary
- Scott Shriner: gitara basowa
- Patrick Wilson: perkusja, chórki